# はざみ山古墳

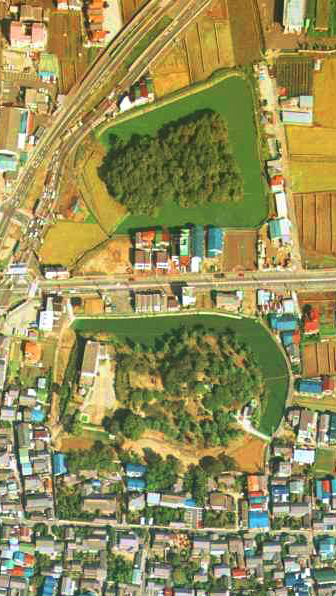
はざみ山古墳（上）と野中宮山古墳（下）の空中写真。

はざみ山古墳（はざみやまこふん）は、大阪府藤井寺市野中にある古墳。形状は前方後円墳。古市古墳群（世界文化遺産）を構成する古墳の1つ。国の史跡に指定されている（史跡「古市古墳群」のうち）。古くは「挾山」の字が当てられていたが、今では平仮名で表記するのが通常である。また、「はさみ山」と記される場合もある。

## 概要
前方部は東を向き、一重の周濠が墳丘を囲んでいる。墳丘は長さ103メートル。後円部の周濠の一部は埋め立てられ、さらにその一部は民有地となっている。また、先端は1974年（昭和49年）に工事が行われた国道170号（大阪外環状線）に接している。南には墳丘長154メートルの野中宮山古墳が100メートルほどの距離で隣接している。
両古墳の周囲にははさみ山遺跡と呼ばれる遺跡が広がり、飛鳥時代から室町時代にかけての柱跡や排水溝などが発掘され、大規模な集落であったことが確認されている。

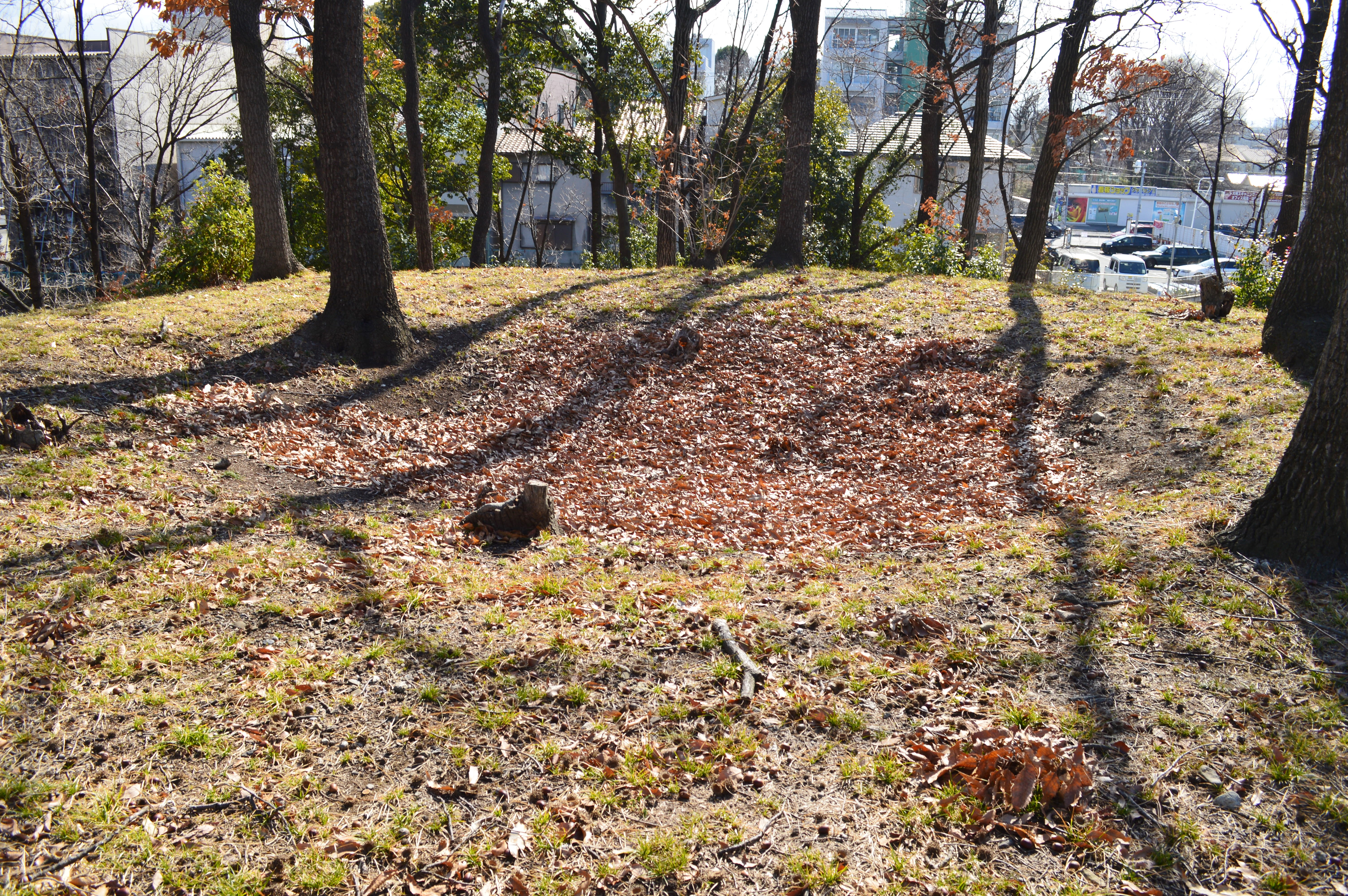
後円部墳頂
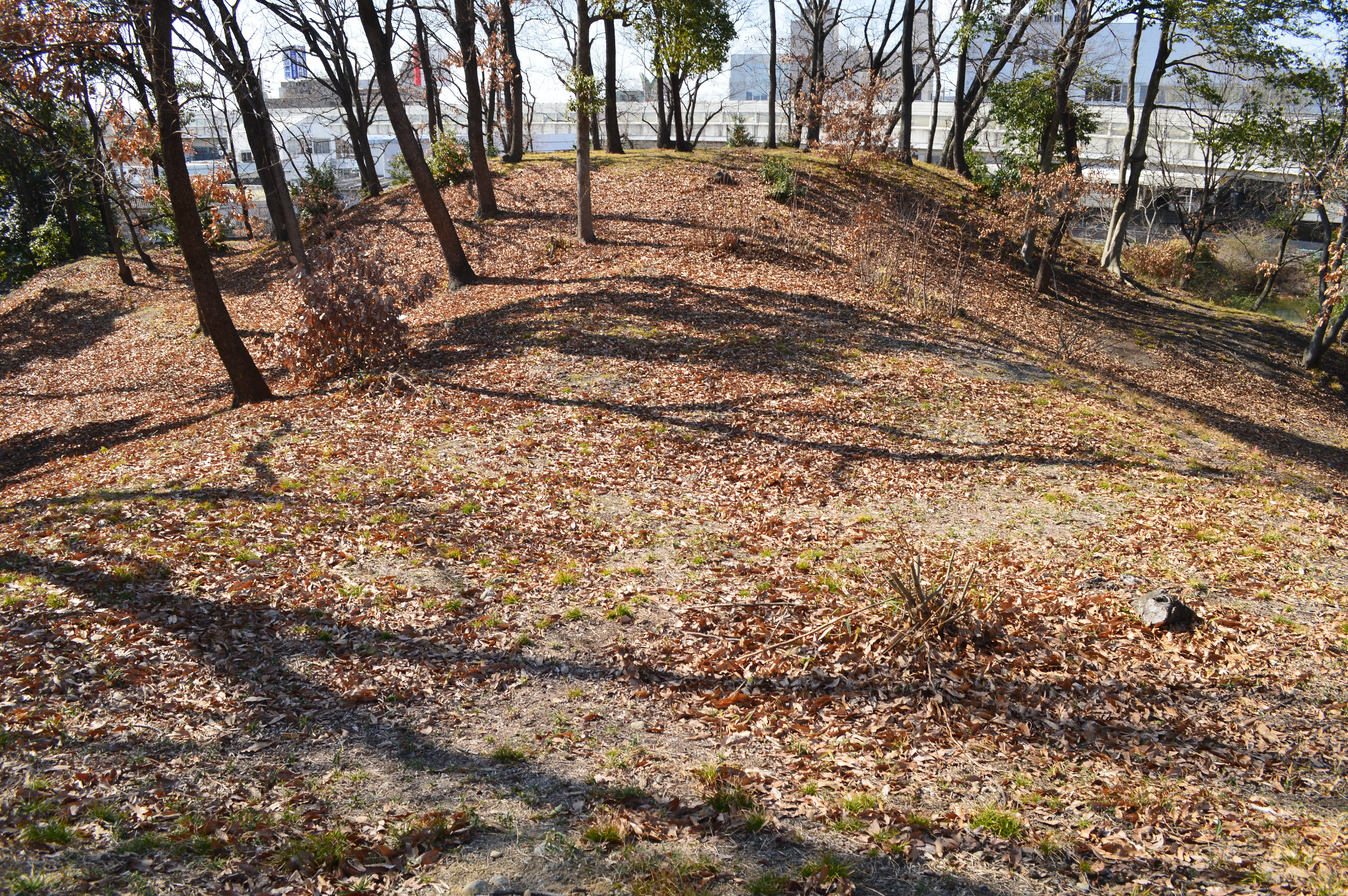
前方部から後円部を望む
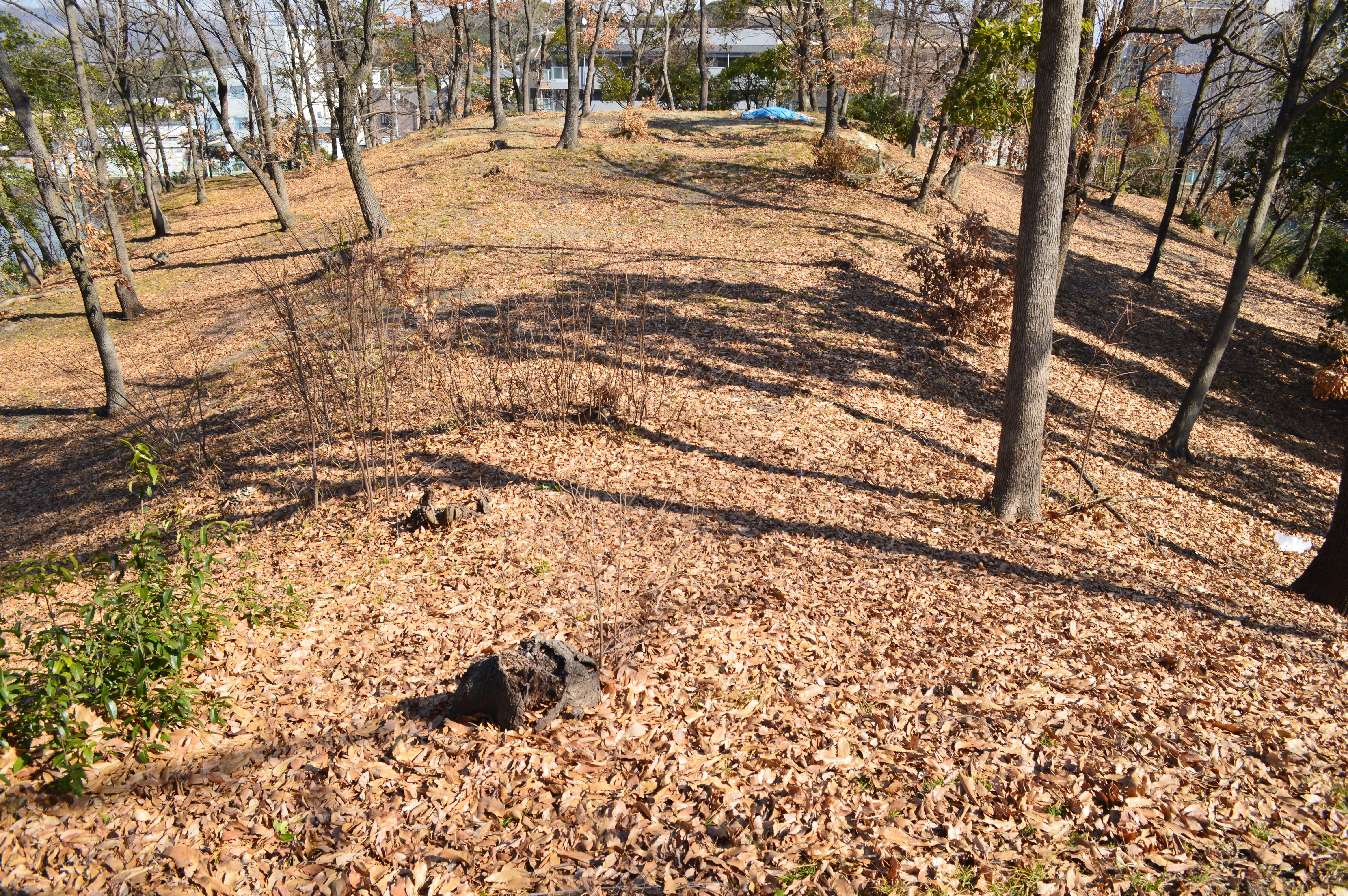
後円部から前方部を望む

## 古墳の土地売買に関する事件
1990年（平成2年）、約15,000m2の古墳のうち後円部周濠の一部を埋め立てた民有地1154.65m2の所有者が開発許可を府に申請した。府はこれを認めなかったため、その土地は建設会社など4者の共有地として登記され、土地所有者が大阪府に買い取りを要望。1991年（平成3年）、藤井寺市（実際は市土地開発公社が先行取得して後に市が公社に補償）がおよそ8億7000万円で買い取った。
その後、市の申請に基づき1996年（平成8年）3月にはざみ山古墳として国の史跡に指定される（2001年1月29日には個々の古墳の指定を統合した古市古墳群全体として史跡指定）。
ところが1999年（平成11年）11月、元の所有者1人の土地持ち分に設定されていた約1億円の抵当権仮登記が公社への移転登記前に無断で抹消されていたとして、抵当権者の相続人が大阪地裁に提訴。市を相手取って抵当権仮登記の回復を求めた。また、土地所有者の1人として大阪近鉄バファローズの梨田監督（当時）の妻が関与していたことなどから、一部週刊誌等で報じられた。
この訴えが認められ、結果的に市は敗訴。調停にも応じなかったため、2004年（平成16年）秋、抵当権者の申し立てで、史跡である古墳の一部が競売にかけられるという異例の事態となった。2005年（平成17年）1月6日、事実上、開発ができない土地にもかかわらず堺市の不動産会社が888万円で落札。その後、市に対して路線価での買取りを求めたが市が応じなかったため、交渉は決裂。2005年（平成17年）3月、市は不動産会社を相手に、127万7000円の賠償金を支払う代わりに所有権を放棄するよう求める訴えを大阪地裁堺支部に起こした。2006年3月には、所有者の会社に対し370万円で市に譲渡するよう命ずる判決が出ている。

## 交通アクセス
- 近鉄南大阪線 藤井寺駅から近鉄バス野中バス停下車